# Wolność bolszewicka

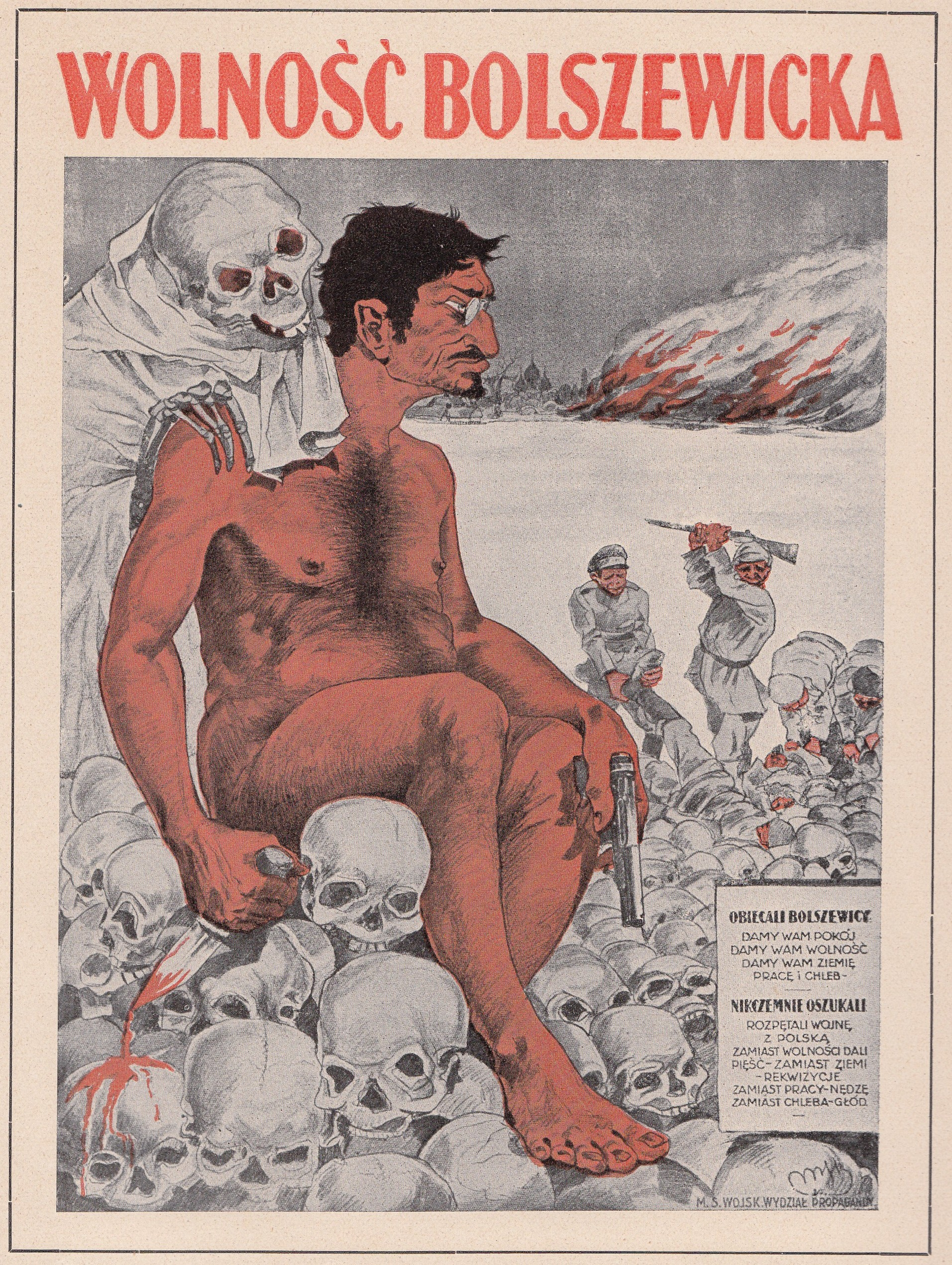
Wolność bolszewicka

Wolność bolszewicka – polski plakat propagandowy powstały w Wydziale Propagandy Ministerstwa Spraw Wojskowych, wydany w roku 1920 w Warszawie w czasie wojny polsko-bolszewickiej, znajdujący się w zbiorach Muzeum Niepodległości w Warszawie.

## Opis
Plakat przedstawia rosyjskiego komisarza ludowego do spraw wojskowych i marynarki wojennej Lwa Trockiego jako nagiego diabła o czerwonym kolorze skóry i stereotypowo żydowskich rysach, siedzącego na stosie czaszek. Na długim i garbatym nosie ma założone binokle, jego usta są mięsiste, ma czarne włosy, bokobrody i brodę. W prawej dłoni trzyma ociekający krwią bagnet, a w lewej pistolet. Do Trockiego przytula się personifikacja śmierci: kościotrup owinięty białą tkaniną. Obaj przyglądają się bolszewickim żołnierzom mordującym kolejne bezbronne ofiary. W tle po prawej stronie widoczne jest palące się miasto, natomiast na pierwszym planie w prawym dolnym rogu widoczny jest napis o treści: 

Obiecali bolszewicyDamy wam pokój, damy wam wolność, damy wam ziemię, pracę i chleb—Nikczemnie oszukaliRozpętali wojnę z Polską, zamiast wolności dali pięść – zamiast ziemi – rekwizycje, zamiast pracy – nędzę, zamiast chleba – głód

 Plakat Wolność bolszewicka jest podobny do plakatu „białej” prasy rosyjskiej z okresu wojny domowej, na którym nagi Trocki, o stereotypowo żydowskich rysach twarzy i z gwiazdą zawieszoną na szyi, siedzi na wiadukcie, pod którym leżą ludzkie czaszki i szkielety. Polski plakat wykorzystany został przez Niemców w czasie II wojny światowej do rozpowszechniania wśród Polaków zamieszkujących Generalne Gubernatorstwo strachu przed widmem bolszewickiego zniewolenia i barbarzyństwa. Z oryginału usunięto napis znajdujący się w prawym dolnym rogu.         

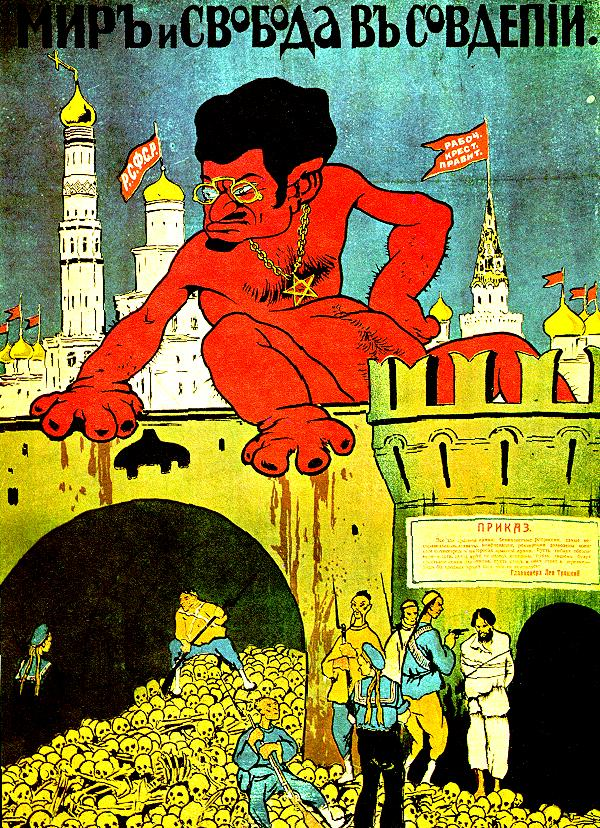
Plakat „białych”
Wersja niemiecka plakatu